# Wilfried Wolter
Wilfried Wolter (* 26. Februar 1948 in Wittingen) ist ein deutscher Politiker (CDU). Er war Bürgermeister der Stadt Wittingen und Landtagsabgeordneter in Niedersachsen.
Wolter besuchte die Volksschule und absolvierte anschließend eine landwirtschaftliche Ausbildung. Außerdem besuchte er die Berufsaufbauschule in Hildesheim. Ab 1970 arbeitete er als selbständiger Landwirt. Wolter trat 1980 der CDU bei und war ab 1983 Vorsitzender des CDU-Stadtverbandes Wittingen. Er war Mitarbeiter im Landvolkverband und in den Verwaltungsorganen der genossenschaftlichen Milchverarbeitung. Von 1980 bis 1989 war Wolter Ortsvorsteher des Ortes Lüben und ab 1981 Ratsherr der Stadt Wittingen, deren Bürgermeister er von 1990 bis 1991 war. In der zwölften Wahlperiode war er von 1990 bis 1994 Mitglied des Niedersächsischen Landtages.